# 台北之家

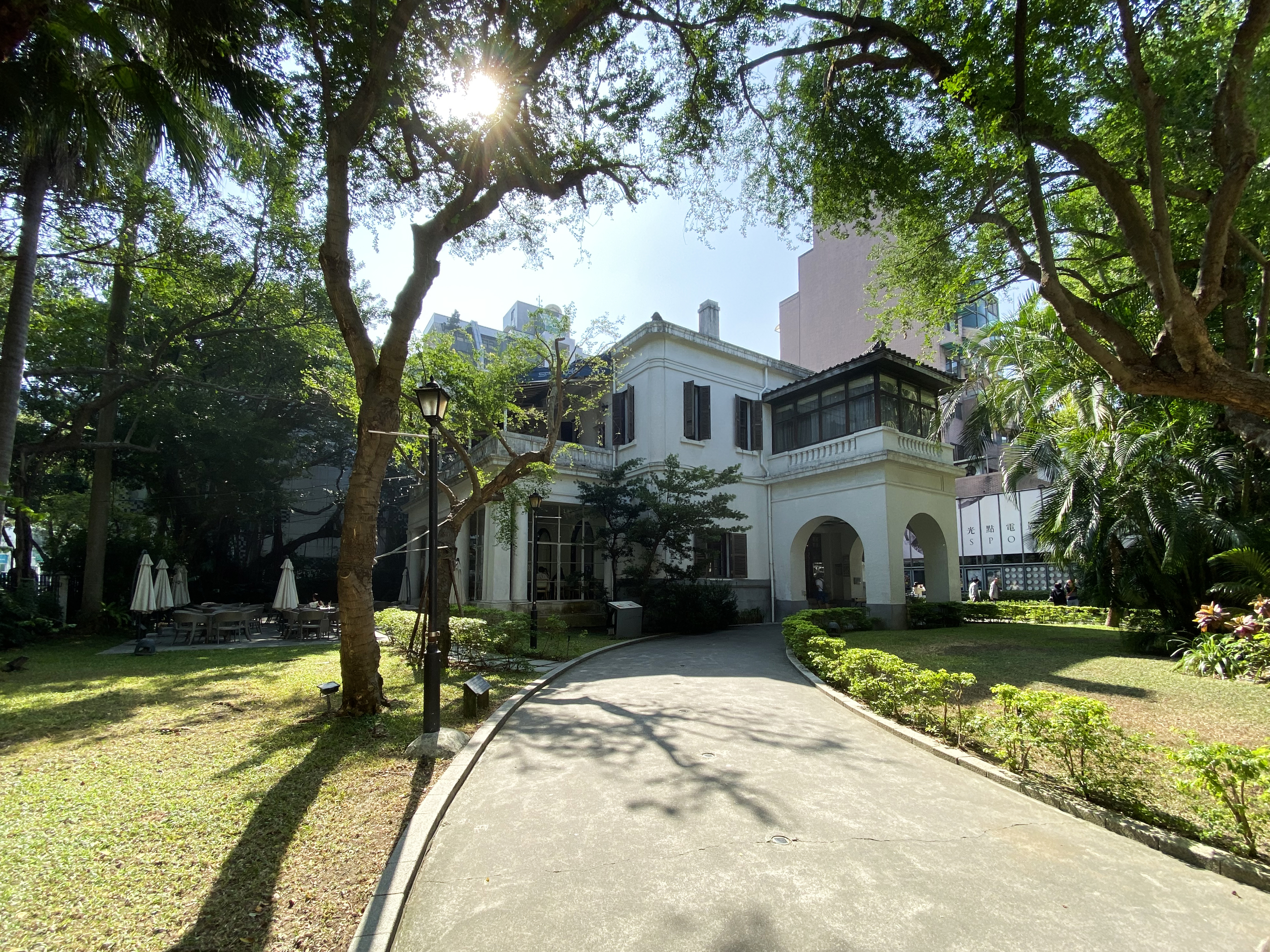
台北之家

台北之家（たいぺいじーじゃー、中国語: 臺北之家）は中華民国（台湾）台北市中山区にある映画館とその関連店舗群からなる複合施設。光点台北（中国語: 光點臺北）とも。中華民国における旧アメリカ大使館邸（中国語: 前美國大使官邸）であり、かつてアメリカ大使館として使用されていた歴史建築物として国定の三級古蹟に認定されている。

## 歴史
日本統治時代の1925年に勅使街道と呼ばれていたメインストリート（現在の中山北路）沿いに建設され、翌1926年よりアメリカ領事館として供用開始した。建設には当時の企業、台湾土地建物株式会社が当たった。1941年に太平洋戦争が始まると機能を停止した。太平洋戦争が終結すると、1946年に美国（アメリカのこと）駐台北領事館となり稼働再開。1948年には総領事館に格上げとなった。1949年に中国国民党によって接収されるが、そのまま中華民国米国大使館として使用された。ところが1978年にアメリカが中華人民共和国と国交を樹立すると、翌1979年1月には台湾の中華民国政府とアメリカは断交、2月28日をもって大使館は閉鎖されることとなった。その後はメンテナンスも行われることなく放置され、荒れ放題となっていた。
20年近くが過ぎた1997年2月20日の公告により国定の三級古蹟として認定された。2000年には台積電文教基金会の協賛で修復プロジェクトが組まれ、映画監督である侯孝賢のプロデュースによるリノベーションもおこなわれ、2002年に台北之家としてオープンした。台北文化局に委託された台湾映画文化協会（台灣電影文化協會。日本語では台湾電影文化協会の表記もあり）が運営をしており、同様にリノベーションが行われた華山1914文創園区内にも2012年11月より支店（光點華山電影館）がある。

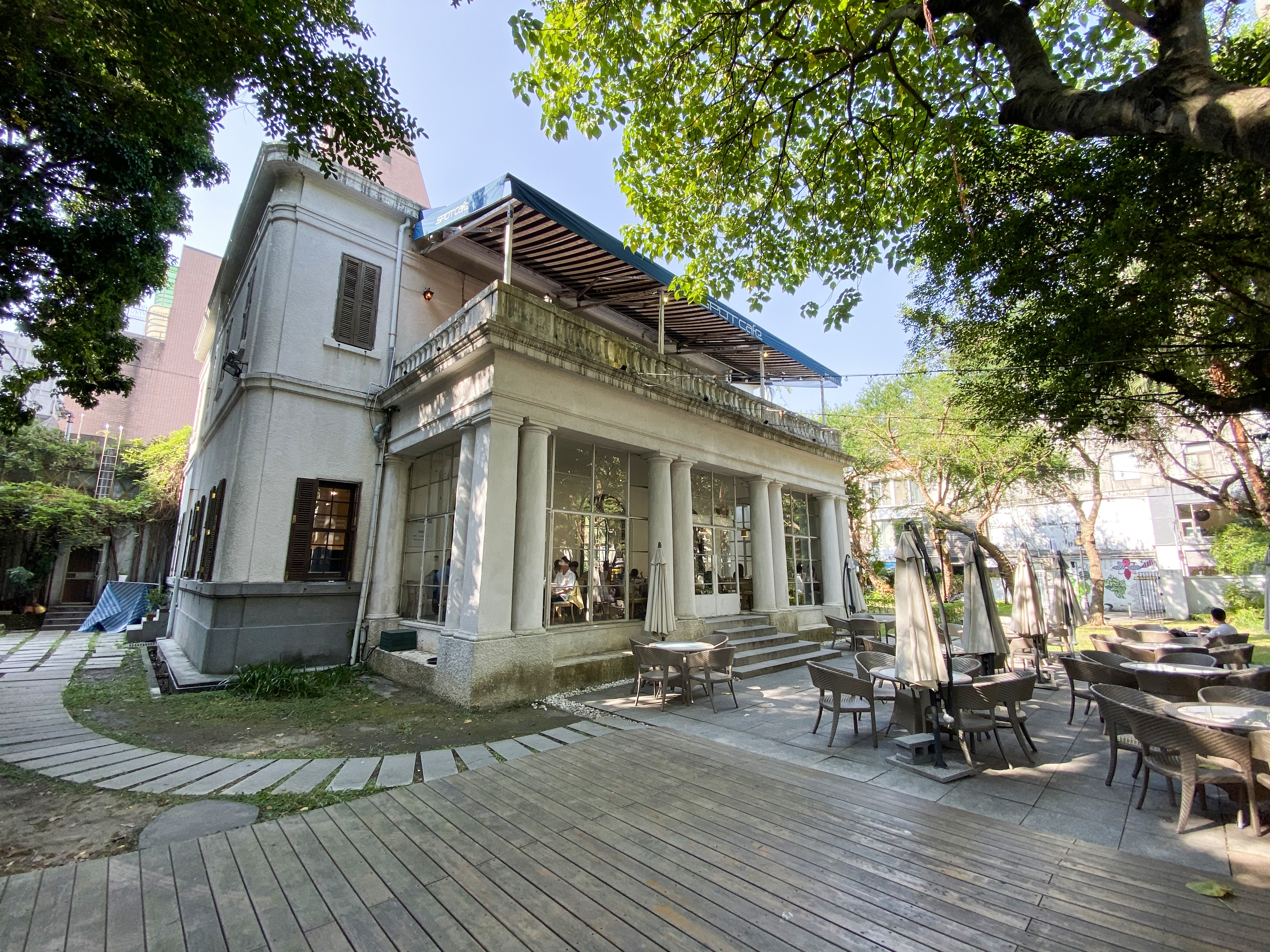
右の建物がミニシアター（光點電影院）

## 構成物件
日本統治時代に起源をもつ2階建ての白亜の洋館が、本体である旧大使館邸。敷地内にはほかに日本風の庭園や、ミニシアター（光點電影院）もある。ミニシアターのデザインは現代的と評されるもの。
本体たる旧大使館邸の外観は旧来のものを残すが、内装・調度品は侯孝賢により現代風にプロデュースされている。入り口はポーチを持ち、内部へ入ると吹き抜けになっている。吹き抜けから見える2階部分の天井には映画シーンの巨大な写真が貼られており、階段部分には液晶パネルが配置されているという状態。1階入って右手は映画グッズや雑貨を販売する土産店の光點生活、左手はカフェレストランの珈琲時光が入っている。カフェは元応接室だった部分で、柱列のあいだを全面ガラス張りにした開放的なスペースとなっている。すぐ外の庭はオープンカフェとしていくつかのテーブルが置かれている。2階は紅氣球という店名のカフェバー・映画サロン。ちなみに『珈琲時光』と『紅氣球』という名称は、プロデューサー侯孝賢による映画作品の題名から採られている。

## アクセス
住所表記は台北市中山北路2段18号。MRTの中山駅より徒歩で5分ほど。複数路線あるバスを利用する場合は、「捷運中山站」か「國賓飯店站」の停留所がそれぞれ徒歩3分、5分の位置にある。
近隣施設として台北当代芸術館、新光三越が挙げられる。